# Vrpolje (Trilj)
Vrpolje falu Horvátországban Split-Dalmácia megyében. Közigazgatásilag Triljhez tartozik.

## Fekvése
Splittől légvonalban 32, közúton 52 km-re északkeletre, Sinjtől légvonalban 18, közúton 23 km-re délkeletre, községközpontjától 11 km-re keletre a dalmát Zagora területén, a Kamešnica-hegység délnyugati lábánál, a Triljből a boszniai Livno felé menő út mentén fekszik.

## Története
1686-ban Trilj környékével együtt szabadult fel a török uralom alól, de az 1699-es karlócai béke ismét török kézen hagyta. Közben 1698-ban Hercegovinából és Poljicáról új keresztény lakosság telepedett le. Végleges felszabadulása csak az újabb velencei-török háborút lezáró pozsareváci békét követően 1718-ban történt meg, mely az új határt a Kamešnica-hegységnél húzta meg. A velencei uralomnak 1797-ben vége szakadt és osztrák csapatok vonultak be Dalmáciába. 1806-ban az osztrákokat legyőző franciák uralma alá került, de Napóleon lipcsei veresége után 1813-ban újra az osztrákoké lett. A településnek 1857-ben 225, 1910-ben 257 lakosa volt. 1918-ban az új szerb-horvát-szlovén állam, majd később Jugoszlávia része lett. A második világháború idején a Független Horvát Állam része lett. A háború után a szocialista Jugoszláviához került. 1991 óta a független Horvátországhoz tartozik. 2011-ben a településnek 93 lakosa volt. Hívei a čačvinai plébániához tartoztak, melyet a II. világháború óta vrpolje-čačviani plébániának neveznek.

## Lakosság
| Lakosság változása | Lakosság változása | Lakosság változása | Lakosság változása | Lakosság változása | Lakosság változása | Lakosság változása | Lakosság változása | Lakosság változása | Lakosság változása | Lakosság változása | Lakosság változása | Lakosság változása | Lakosság változása | Lakosság változása | Lakosság változása |
| ------------------ | ------------------ | ------------------ | ------------------ | ------------------ | ------------------ | ------------------ | ------------------ | ------------------ | ------------------ | ------------------ | ------------------ | ------------------ | ------------------ | ------------------ | ------------------ |
| 1857               | 1869               | 1880               | 1890               | 1900               | 1910               | 1921               | 1931               | 1948               | 1953               | 1961               | 1971               | 1981               | 1991               | 2001               | 2011               |
| 225                | 403                | 178                | 232                | 236                | 257                | 573                | 404                | 248                | 283                | 318                | 270                | 356                | 325                | 202                | 93                 |

## Nevezetességei
- Jézus szíve tiszteletére szentelt római katolikus plébániatemploma 1927-ben faragott kövekből épült. Hosszúsága 15,60 méter, szélessége 7,80 méter. Homlokzatát a harangtorony tagolja, mely a tető szintjéig szintén faragott kövekből épült, afelett viszont betonelemekből áll és piramisban végződik a tetején vaskereszttel. A hajóban két, az apszisban egy ívelt ablak található. A főoltár Jézus szobrával az apszis falának támaszkodik. Előtte helyezték el a szembemiséző oltárt. A szentély vöröses márványlapokkal van burkolva. A falmélyedésben a Havas boldogasszony szobra látható. A templomot 1990-ben teljesen megújították. Területét kőfal övezi.
- A Szent Caius kápolnát 1927-ben építették a Guvanjac nevű településrészen. Ma temetőkápolnaként szolgál. Homlokzatán körablak, oldalfalán egy ívelt ablak látható. A homlokzat felett elkészült a harangtorony alapozása, de a torony még hiányzik.
- A Triljből Vrpoljéra vezető főúttól délre található a 20. század elején, a második osztrák kormányzás idején Vrpolje városának és tágabb környezetének szükségleteire épített víztározó, népies nevén Lokva,[4] mely nagy jelentőséggel bírt a környék lakói számára. A régebbi helyiek elbeszélései szerint az építkezés 1905 körül fejeződött be. A vrpoljei tó a 20. század eleji vízépítészet értékes példája.